# Camponotus bellus
Camponotus bellus är en myrart som beskrevs av Auguste-Henri Forel 1908. Camponotus bellus ingår i släktet hästmyror, och familjen myror.

## Underarter
Arten delas in i följande underarter:
- C. b. adustus
- C. b. bellus
- C. b. leucodiscus